# Water Reincarnation
『Water Reincarnation』（ウォーター・リインカネーション）は2011年6月に発売された日本のプログレッシヴ・バンドYuka & Chronoshipのデビュー・アルバム。
世界31カ国にて発売中。

## 解説
太古の昔から、海に囲まれた島国の日本は水の循環から大きな恩恵を受けると共に、ときに大きな犠牲も払ってきた。本作で描かれているのは、そうした常に循環する水の姿である。
このコンセプトアルバムには、雨が河となり、河が海へ注ぎ、海は雲になり、また雨に還っていく「水の輪廻」が描き出されている。
本作は当初、プロデューサー＆ベースの田口俊（プリンセス プリンセスのプロデューサー、LORELEI、SENSE OF WONDER、作詞家）とヴォーカル＆キーボードのYukaこと船越由佳（パイオニアLDC、ソニーよりシンガーソングライターとして3枚のアルバムをリリース）の二人によってレコーディングが進められ、途中からドラムスの田中一光（B’zのツアー＆レコーディングドラマー）とギターの宮澤崇（松任谷正隆のスタジオワーク）が加わり、完成したアルバムである。

## 収録曲
1. Dawn In A Dew / Chronoship
2. Pilgrim Ocean
3. White Squall, Black Squall
4. Water Reincarnation
5. Archaic Aquarium
6. POSEIDON
7. I Am a River
8. Snow Dance
9. Hector / the huge thunderstorm complex
10. KIRIBATI